# Pirofilia
La pirofilia (dal greco πῦρ (pyr, fuoco) e filia φιλία = "amore", "affinità") è una parafilia per la quale il paziente riceve gratificazione dall'incendiare qualcosa mediante l'utilizzo del fuoco o attività riguardanti esso. Si tratta dell'espressione più violenta di un'attrazione profonda per il senso di pericolo e distruzione, che di solito si manifesta solo sotto forma di piccoli giochi innocui (un classico: strinarsi i peli delle braccia con l'accendino) ma che diventano nel tempo ossessivi. Come tutte le malattie psicoaggressive, la pirofilia deriva da una mancata fonte di affetto nel periodo dell'infanzia. Si distingue dalla piromania in quanto nella pirofilia la gratificazione è di natura sessuale.